# Duizel
Duizel (Brabants: Duozel) is een dorp  dat deel uitmaakt van de gemeente Eersel, provincie Noord-Brabant en is gelegen in regio de Kempen. Duizel behoort ook tot de Acht Zaligheden, een benaming voor een achttal dorpen in de Kempen.

## Geschiedenis
Duizel wordt voor het eerst in een oorkonde genoemd in 1025, onder de naam Villa Dusela.

### Kerkelijk
Het patronaatsrecht van de parochie behoorde vanouds toe aan het Bartolomeüskapittel te Luik. Vanaf het einde van de 17e eeuw kwam het toe aan de Abdij van Tongerlo. Van 1648 tot 1827 werd de parochie bediend door de Abdij van Postel.
De kerk werd in 1648 protestants, maar enige tijd nadien betrokken de katholieken een schuurkerk aan de Groenstraat. In 1798 kregen ze hun kerk weer terug, maar in 1800 stortte een deel van de toren op de kerk die zodanig vernield werd, dat de katholieken tot 1822 weer van hun schuurkerk gebruik moesten maken.

### Adel
In Duizel heeft aan de Groenstraat een kasteel gestaan dat omstreeks 1460 bewoond werd door Hendrik van Eyck. Omstreeks 1900 bestond van dit kasteel nog een witgepleisterd oud huis, maar de grachten werden door de toenmalige bewoner, Jacobus van Dooren, gedempt. Het oude huis is verdwenen.
In 1863 werd in Duizel een neoclassicistisch jachthuis gebouwd, dat tegenwoordig niet meer bestaat. Het werd bewoond door een zekere Victor A.M. van de Schriek, die zich gaarne "baron" liet noemen. Deze excentrieke persoon leidde een verkwistend bestaan en moest daarom in 1866 zijn bezit verkopen. In 1873 werd het aangekocht door een echte baron, namelijk Paul-Emile de Cartier de Marchiennes, die het ernaast gelegen Duizels Hof al in 1863 had aangekocht en in 1882 overleed. De Cartierheide in Hapert herinnert nog aan de naam en dit natuurgebied behoorde toen tot het jachtterrein van zijn zoon. Zoon Emile-Ernest de Cartier de Marchienne schonk het terrein in 1932 aan Staatsbosbeheer en Natuurmonumenten.
Zoon Emile was tot omstreeks 1938 ook eigenaar van het jachthuis, maar verkocht dit toen aan een zekere heer Wolters. Niet lang na 1948 werd het huis gesloopt om plaats te maken voor de huidige villa "Duizelhof".
Villa "Duizelhof" is eind 20e eeuw gesloopt. Het jachthuis is herbouwd. Naar het schijnt waren de blauwdrukken bewaard gebleven. Het jachthuis wordt nu bewoond door een lokale industrieel. De omliggende boerderijen bieden plaats aan zijn springstal.

### Economie
In 1897 werd er vanuit Eersel een stoomtrambaan aangelegd, welke in Duizel een halte had bij de sigarenfabrieken.

### Verering Sint-Jan de Doper en bijnaam
De verering van Sint-Jan de Doper, met de feestdag van Sint Jan Geboorte op 24 juni, is een traditie die stamt uit het begin van de 17e eeuw. Vroeger hing men tijdens deze feestdag de Sint Janstros boven de deur. In Duizel deed men dit voor een goede oogst, bescherming tegen onweer en ziekte. De Duizelnaren kregen door deze traditie de bijnaam trosmadammen. De Sint Janstros werd samengesteld met sint-janskruid, notenblaren, snoffels en korenbloemen. De tros moest een nacht in het aardappelveld hebben gelegen voor de nodige morgendauw en vruchtbaarheid. Het oorspronkelijke, eeuwenoude, Sint-Jansbeeld was zodanig door houtworm aangetast dat in 1971 een nieuw beeldje, gemaakt van palmhout, werd geschonken door het heropgerichte Sint-Jansgilde. Vanaf 1996 worden de gelovigen, door de plaatselijke gilde op 24 juni opgeroepen om deel te nemen aan de openluchtmis.

## Bezienswaardigheden
- De Oude toren is een overblijfsel van de in 1927 afgebroken kerk. Het is een bakstenen toren uit de 2e helft van de 15e eeuw, met haakse steunberen. Toren en steunberen zijn versierd met spaarnissen die zowel ronde als spitse bogen kennen.
- De Sint-Jan Geboortekerk, aan het Smitseind, een bakstenen kerk, ontworpen door Hendrik Vorstermans en ingewijd in 1925. Het is een kruiskerk met traptoren en vieringtorentje. In het interieur bevindt zich een doopvont uit 1741 en een 17e-eeuwse kaarsenkroon, die beide uit de oude kerk afkomstig zijn.
- De voormalige pastorie in de Groenstraat is een omgracht huis uit 1754 dat in opdracht van de Abdij van Postel werd gebouwd voor de huisvesting van pastoors. In 1871 heeft een verbouwing plaatsgevonden.
- De Mariakapel is een zevenhoekige bakstenen kapel op een pleintje in de buurtschap Groenstraat. Deze kapel is in 1950 gebouwd uit dankbaarheid voor het feit dat Duizel in de Tweede Wereldoorlog gespaard is gebleven.
- Bronzen beeldje De Goei Moeder, door de Duizelse kunstenares Marja van Riel en geschonken door de Agio sigarenfabrieken.

## Economie
Duizel wordt omringd door de grote bedrijventerreinen te Hapert en Eersel. Voor Duizel was de sigarenindustrie lange tijd van groot belang. In 1904 startte de fabriek van Wintermans, en de Agio sigarenfabrieken zijn daar een afsplitsing van.

## De Donksbergen
Ten westen van Duizel bevindt zich ook een grote zorginstelling "De Donksbergen". Deze is opgericht in 1902 als Sint-Jacobusgesticht door de Zusters van Liefde van Schijndel. Dit gesticht, aanvankelijk te Eersel, ontfermde zich over jonge kinderen met een ontwikkelingsachterstand. Vanaf 1956 sprak met van "Huize De Kindervriend" en "Huize Sint-Jozef". Vanaf 1966 werd het huidige terrein De Donksbergen te Duizel bebouwd met woningen voor jongeren en volwassenen met een verstandelijke beperking.
Op 1 april 2002 fuseerde De Donksbergen met Werken en Wonen te Eindhoven tot De Plaatse. Op 1 januari 2006 fuseerde zij met Maere tot Lunet zorg.
In de periode 2009-2011 wordt grootschalige nieuwbouw gerealiseerd op het terrein, om gebruik te kunnen maken van de nieuwste domotica-technieken in de woningen.

## Natuur en landschap
Ten westen van Duizel stroomt de Kleine Beerze. Ten westen van dit dal liggen dennenbossen.
Het landbouwgebied rond Duizel heeft door een intensieve ruilverkaveling veel van zijn kleinschaligheid verloren. Ook de Kleine Beerze werd rechtgetrokken, maar beekherstel heeft in het begin van de 21e eeuw plaatsgevonden en in 2005 werd de beek weer als Ecologische Verbindingszone in ere hersteld, waarbij natuurlijker oevers werden gecreëerd.
Ten oosten van Duizel ligt de bebouwde kom van Eersel.

## Verenigingsleven
Tijdens Carnaval heet het dorp 'Zwetsland'.

## Bekende Duizelnaren
- Franciscus Cornelis Donders (1818-1889)
- Petrus Panken (1819-1904)
- Wim van der Leegte (1947-2023)

## Nabijgelegen kernen
Eersel, Knegsel, Hoogeloon, Hapert, Dalem